# Талос
Талос (на гръцки: Τάλως) в древногръцката митология е меден великан, пазещ остров Крит, обикаляйки острова по 3 пъти на ден. В критския диалект talôs е еквивалент на гръцкото hêlios – слънцето: Речникът на Хезихий Александрийски казва ясно, „Талос е Слънцето.“ На остров Крит Зевс е почитан като Zeus Tallaios.
По време на похода си за Златното руно, аргонавтите не могат да доближат острова, защото той мятал огромни късове скали по тях. Аполодор казва, че според някои Талос бил изкован от Хефест като подарък за цар Минос. Той имал само една жила, която минавала от главата до петите му и била напълнена с кръвта на боговете. Талос е описван от гърците като дар, или от Хефест за цар Минос, изкован с помощта на циклопите във формата на бик  или като дар от Зевс за Европа.
Има две версии за смъртта му. Според едната когато аргонавтите стигнали до Крит, Медея му изпратила магически сън (друг вариант: безумие), и той се спънал на остър камък, божествената му кръв изтекла от единствената му жила и той умрял. Според Аполодор Талос бил убит от Пеант, бащата на Филоктет, който го уцелил с лъка, подарен му от Херкулес. 